# أمير إمام
أمير إمام (بالإنجليزية: Amir Imam)‏ (5 نوفمبر 1990 بألباني في الولايات المتحدة - ) هو ملاكم أمريكي، صنّف ضمن فئة وزن خفيف الوسط ‏.

## إحصائيات
خاض خلال مسيرته 23 نزالا، فاز في 21 ولم يتعادل وخسر في 2. فاز بالضربة القاضية في 18 نزالا.

## روابط خارجية
- أمير إمام على موقع بوكس ريك (الإنجليزية) (registration required)